# Tireac
Tireac – wieś w Rumunii, w okręgu Satu Mare, w gminie Viile Satu Mare. W 2011 roku liczyła 82 mieszkańców.